# الشرقية (مالقة)
الشرقية هي بلدية في الأندلس جنوب إسبانيا. لهذه المنطقة شكل الإسفين وتقع شرق مالقة. يمتد على طول الساحل والداخل. تشكل ضواحيها الساحلية ساحل الشمس الشرقي، واحد من أكثر الأماكن المشمسة في البر الرئيسي لإسبانيا بمتوسط 320 يومًا مشمسًا في السنة.